# Consett
Consett är en ort i kommunen Durham i England, Storbritannien.  Consett ligger 272 meter över havet och antalet invånare är 21 016.